# Emergency Alert System

Logo seit 2007

Das Emergency Alert System (EAS) ist das nationale Warnsystem der Vereinigten Staaten von Amerika.
Das System nahm am 1. Januar 1997 seinen Betrieb auf und löste das bis dahin betriebene Emergency Broadcast System (EBS) ab. EAS ermöglicht dem Präsidenten der Vereinigten Staaten im Falle einer akuten Lage innerhalb von 10 Minuten über alle Verbreitungswege zur amerikanischen Bevölkerung zu sprechen. Zusätzlich ermöglicht EAS, die Bevölkerung vor extremen Wetterphänomen wie Tornados, Wirbelstürmen, starken Schneefällen mit Blitzeis und Sturmfluten zu warnen. Am 9. November 2011 um 14 Uhr Ostküsten-Ortszeit und am 4. Oktober 2018 gab es die bisher einzigen bundesweiten Tests von EAS.

## Struktur

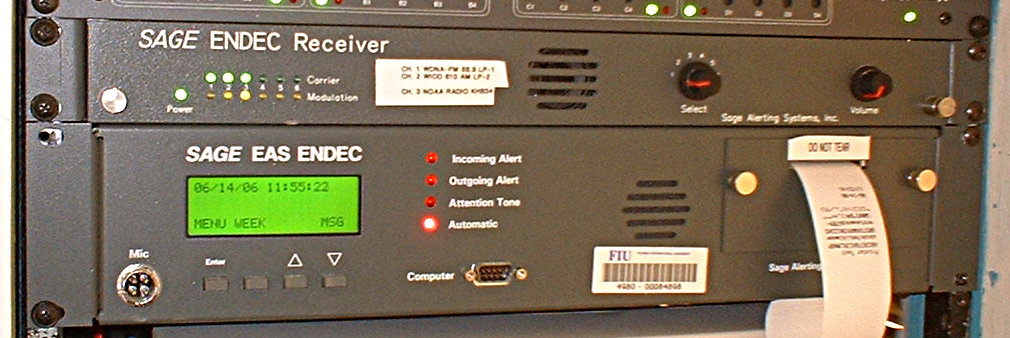
Sender (unten) und Empfänger (oben) für EAS-Signale

EAS wird gemeinsam von der Federal Emergency Management Agency (FEMA), der Federal Communications Commission (FCC) und dem National Weather Service (NOAA/NWS) betrieben. EAS-Nachrichten werden mittels Kurz- und Mittelwelle, UKW, Terrestrischem Fernsehen, Satellitenfernsehen, Kabelfernsehen, Land Mobile Radio Service, auf den Funkbändern VHF und UHF sowie via FiOS (Wireline Video Providers) verbreitet. Darüber hinaus können EAS-Warnungen in Form von Textnachrichten, Wireless Emergency Alerts (WEA), mittels Cell Broadcast als Kurznachricht gezielt an alle Handybesitzer im Mobilfunknetz eines bestimmten Gebietes verschickt werden, sofern diese die Funktion zum Empfang solcher Nachrichten am Mobiltelefon aktiviert haben.
Alle US-Rundfunkanbieter sind verpflichtet, einen EAS-Dekoder zu betreiben, der in das Backend (Sende-Schaltraum) des Übertragungsweges geschleift ist und sich bei Aktivierung selbständig in das laufende Programm schalten kann. Das System nutzt die gleiche digitale Technik und damit die gleichen Dekoder wie das National Oceanic and Atmospheric Administration’s Weather Radio (NWR). Damit können Stationen auch die Wetterwarnungen des Nationalen Wetterdienstes empfangen.
Das Integrated Public Alert and Warning System (IPAWS) integriert mehrere Systeme, darunter EAS, WEA und NWR.

## Falschalarme
Neben den offiziellen Tests kam es in der Vergangenheit immer wieder zu Falschalarmen, beabsichtigt und unbeabsichtigt.
Im September 2010 beobachteten einige Radiosender des Landes mehrere Auslösungen pro Woche. Nach Recherchen konnte schließlich der Werbespot eines Tankstellenbetreibers, der die Signale zur automatischen Auslösung von Alarmen im Hintergrund verwendete, identifiziert werden.
In der Werbung für den amerikanischen Kinofilm Olympus Has Fallen wurden im Jahr 2013 ebenfalls Signale verwendet, die zu Falschalarmen führten. Im Oktober 2014 berichteten Zuseher in einzelnen Ballungszentren des Landes über Warnungen auf ihren Bildschirmen. Auslöser war ein Fernsehbericht, in welchem die tatsächlichen Signale des bundesweiten EAS-Tests aus dem Jahr 2011 verwendet wurden.
Am 13. Januar 2018 verbreitete die hawaiianische Koordinationsstelle für Katastrophenhilfe eine Akutwarnung über ankommende ballistische Raketen für den Bundesstaat Hawaii. Die Warnung erreichte die Menschen auf der Inselkette über sämtliche Kanäle, auch Radio, Fernsehen und Mobiltelefon. Sie enthielt die Anweisung, sofort Schutz zu suchen und dass diese Meldung keine Übung sei. Die Falschmeldung führte innerhalb kurzer Zeit zur teilweisen Überlastung des Telefonsystems, da viele Bewohner sich von Familienmitgliedern verabschiedeten oder sich bei offiziellen Stellen und Notrufdiensten über die Lage erkundigen wollten. Das Internet war für viele Nutzer überhaupt nicht erreichbar. Eine EAS-Entwarnung konnte erst 38 Minuten später versendet werden, zu dieser Zeit hatten offizielle Stellen bereits über soziale Medien über den Falschalarm informiert und auch Fernsehsender die Entwarnung verbreitet. Später wurde bekannt, dass ein Mitarbeiter im Zuge eines internen Tests einen Fehler begangen hatte, da dieser das Wort „Übung“ nicht gehört hatte und im Glauben war, dass es sich um einen realen Vorfall handle.
Das System wurde in der Vergangenheit bereits einige Male von Hackern missbraucht, die Falschnachrichten verbreiteten.

## Übertragbarkeit auf Deutschland
Nach überraschenden Starkregenereignissen Ende Mai 2016 kamen sechs Menschen in Baden-Württemberg und Bayern ums Leben. Der Betreiber eines privaten Wetterdienstes, Jörg Kachelmann, warf dem DWD und der ARD, hier speziell SWR und BR vor, nicht eindeutig genug vor den Unwettern gewarnt zu haben. Es sei kein Zufall, dass selbst bei schlimmsten Tornados und Hurrikans in den USA, wenn überhaupt, nur wenige Menschen sterben würden, da die Sender schnell ihr Programm umstellen und monothematisch über die Wetterlage berichten würden. Das würde Leben retten. Die US-Sender werden von der NOAA mittels des EAS über lokale Unwetter informiert.

### SatWaS – MoWaS
Seit dem Jahr 2001 hielt das Bundesamt für Bevölkerungsschutz und Katastrophenhilfe das „Satellitengestützte Warnsystem“ SatWaS zur Warnung der Bevölkerung im Verteidigungsfall und bei Luftkriegsgefahren vor. Mit dem System sollten mehr als 160 Rundfunkanstalten, Internetanbieter und Mobilfunkbetreiber erreicht und Warnmeldungen mit sehr kurzer Übertragungszeit versendet werden. Die Übernahme der Meldung in das laufende Programm funktionierte allerdings nicht automatisch, und die Form, wie eine Warnmeldung gesendet wird, oblag dem Anbieter. Auf Basis von SatWaS wurde ab 2011 das „Modulare Warnsystem“ (MoWaS) aufgebaut, welches bei regionalen Gefahren wie Sturm, Hochwasser oder Chemieunfällen zur Warnung der Bevölkerung eingesetzt werden soll.